# کرایسلر نئون
کرایسلر نئون (Chrysler Neon) نام یک اتومبیل ساخت شرکت کرایسلر است که در سال‌های ۱۹۹۴ تا ۲۰۰۵ در ایالات متحده آمریکا و مکزیک تولید شده‌است. در آمریکا این اتومبیل زیر نام داج نئون عرضه میشد.
این خودرو در کلاس خودرو کامپکت قرار گرفته، طراحی آن خودروهای موتور جلو-محور جلو بوده‌است. 